# Festival da Canção 2015
La quarantanovesima edizione del Festival da Canção si è tenuta tra il 3 e il 7 marzo 2015 a Lisbona e ha decretato il rappresentante del Portogallo all'Eurovision Song Contest 2015 di Vienna.
La vincitrice è stata Leonor Andrade con Há um mar que nos separa.

## Organizzazione
Il 27 luglio 2014 l'emittente portoghese Rádio e Televisão de Portugal (RTP) ha confermato la partecipazione del Portogallo all'Eurovision Song Contest 2015, ospitato dalla capitale austriaca di Vienna.
Come in passato RTP ha dichiarato, nel mese di gennaio 2015, che il Festival da Canção avrebbe selezionato il rappresentante eurovisivo della nazione, e per lo scopo l'emittente ha invitato 12 compositori per produrre le canzoni che avrebbero preso parte alla selezione.
Il festival si è articolato in tre serate: due semifinali, ospitate dal convento del Beato António di Lisbona e presentate da Jorge Gabriel e Joana Teles (prima semifinale) e da José Carlos Malato e Sílvia Alberto (seconda semifinale), e una finale, ospitata dall'Estúdio 2 di RTP sempre a Lisbona e presentata da Júlio Isidro e Catarina Furtado. La finale si è articolata a sua volta in finale e superfinale, alla quale hanno avuto accesso i tre cantanti selezionati da televoto e giuria. Tutte e tre le serate sono state trasmesse da RTP1 e sul sito web del canale televisivo.
Nelle semifinali e in finale il voto è stato dato da una giuria di compositori, che ha selezionato un finalista, e dal televoto, che ha selezionato gli altri due finalisti.

## Partecipanti
La lista dei 12 partecipanti è stata divulgata il 19 febbraio 2015:
| Artista            | Brano                               | Lingua     | Compositori                           |
| ------------------ | ----------------------------------- | ---------- | ------------------------------------- |
| Adelaide Ferreira  | Paz                                 | Portoghese | Adelaide Ferreira                     |
| Diana Piedade      | Maldito tempo                       | Portoghese | Carlos Massa                          |
| Filipa Baptista    | A noite intera                      | Portoghese | Augusto Madureira                     |
| Filipe Gonçalves   | Dança Joana                         | Portoghese | Héber Marques                         |
| Gonçalo Tavares    | Tu tens uma mágica                  | Portoghese | Gonçalo Tavares, José Cid             |
| José Freitas       | Mal menor (Ninguém me guia à razão) | Portoghese | Diogo Rodrigues                       |
| Leonor Andrade     | Há um mar que nos separa            | Portoghese | Miguel Gameiro                        |
| Rita Seidi         | Lisboa, Lisboa                      | Portoghese | Sara Tavares, Kalaf Epalanga          |
| Rubi Machado       | Quando a lua voltar a passar        | Portoghese | Sebastião Antunes                     |
| Simone de Oliveira | À espera das canções                | Portoghese | Renato Júnior, Tiango Torres da Silva |
| Teresa Radamanto   | Um fado em Viena                    | Portoghese | Fernando Abrantes, Jorge Mangorrinha  |
| Yola Dinis         | Outra vez primavera                 | Portoghese | Nuno Feist, Marques da Silva          |

## Semifinali

### Prima semifinale
La prima semifinale si è tenuta alle 21:00 (UTC+0) del 3 marzo 2015 presso il convento del Beato António di Lisbona ed è stata presentata da Jorge Gabriel e Joana Teles. È stata trasmessa da RTP1 e dal sito web dell'emittente.
Si sono qualificati per la finale: Leonor Andrade, Yola Dinis e Gonçalo Tavares.
- Televoto
- Giuria

| # | Artista           | Brano                    | Posizione |
| - | ----------------- | ------------------------ | --------- |
| 1 | Rita Seidi        | Lisboa, Lisboa           | 6         |
| 2 | Leonor Andrade    | Há um mar que nos separa | 1         |
| 3 | Filipa Baptista   | A noite inteira          | 3         |
| 4 | Yola Dinis        | Outra vez primavera      | 2         |
| 5 | Gonçalo Tavares   | Tu tens uma mágica       | 5         |
| 6 | Adelaide Ferreira | Paz                      | 4         |

### Seconda semifinale
La seconda semifinale si è tenuta alle 21:00 (UTC+0) del 5 marzo 2015 presso il convento del Beato António di Lisbona ed è stata presentata da JJosé Carlos Malato e Sílvia Alberto. È stata trasmessa da RTP1 e dal sito web dell'emittente.
Si sono qualificati per la finale: Leonor Andrade, Yola Dinis e Gonçalo Tavares.
- Televoto
- Giuria

| # | Artista            | Brano                               | Posizione |
| - | ------------------ | ----------------------------------- | --------- |
| 1 | Rubi Machado       | Quando a lua voltar a passar        | 6         |
| 2 | José Freitas       | Mal menor (Ninguém me guia à razão) | 5         |
| 3 | Teresa Radamanto   | Um fado em Viena                    | 1         |
| 4 | Simone de Oliveira | À espera das canções                | 2         |
| 5 | Filipe Gonçalves   | Dança Joana                         | 3         |
| 6 | Diana Piedade      | Maldito tempo                       | 4         |

## Finale
La finale del Festival si è tenuta il 7 marzo 2015 presso gli studi televisivi di RTP a Lisbona ed è stata presentata da Júlio Isidro e Catarina Furtado.
- Televoto
- Giuria

| # | Artista            | Brano                               | Posizione |
| - | ------------------ | ----------------------------------- | --------- |
| 1 | José Freitas       | Mal menor (Ninguém me guia à razão) | 6         |
| 2 | Yola Dinis         | Outra vez primavera                 | 4         |
| 3 | Leonor Andrade     | Há um mar que nos separa            | 1         |
| 4 | Simone de Oliveira | À espera das canções                | 3         |
| 5 | Teresa Radamanto   | Um fado em Viena                    | 2         |
| 6 | Gonçalo Tavares    | Tu tens uma mágica                  | 5         |

### Superfinale
| # | Artista          | Brano                    | Posizione |
| - | ---------------- | ------------------------ | --------- |
| 1 | Leonor Andrade   | Há um mar que nos separa | 1         |
| 2 | Teresa Radamanto | Um fado em Viena         | 2         |
| 3 | Gonçalo Tavares  | Tu tens uma mágica       | 3         |

## All'Eurovision Song Contest

### Verso l'evento
Il 26 gennaio 2015 si è tenuto il sorteggio che ha determinato la composizione delle due semifinali e i rispettivi ordini di esibizione. Il Portogallo è stato sorteggiato per l'esibizione nella seconda semifinale al 7º posto, dopo Malta e prima del Montenegro.

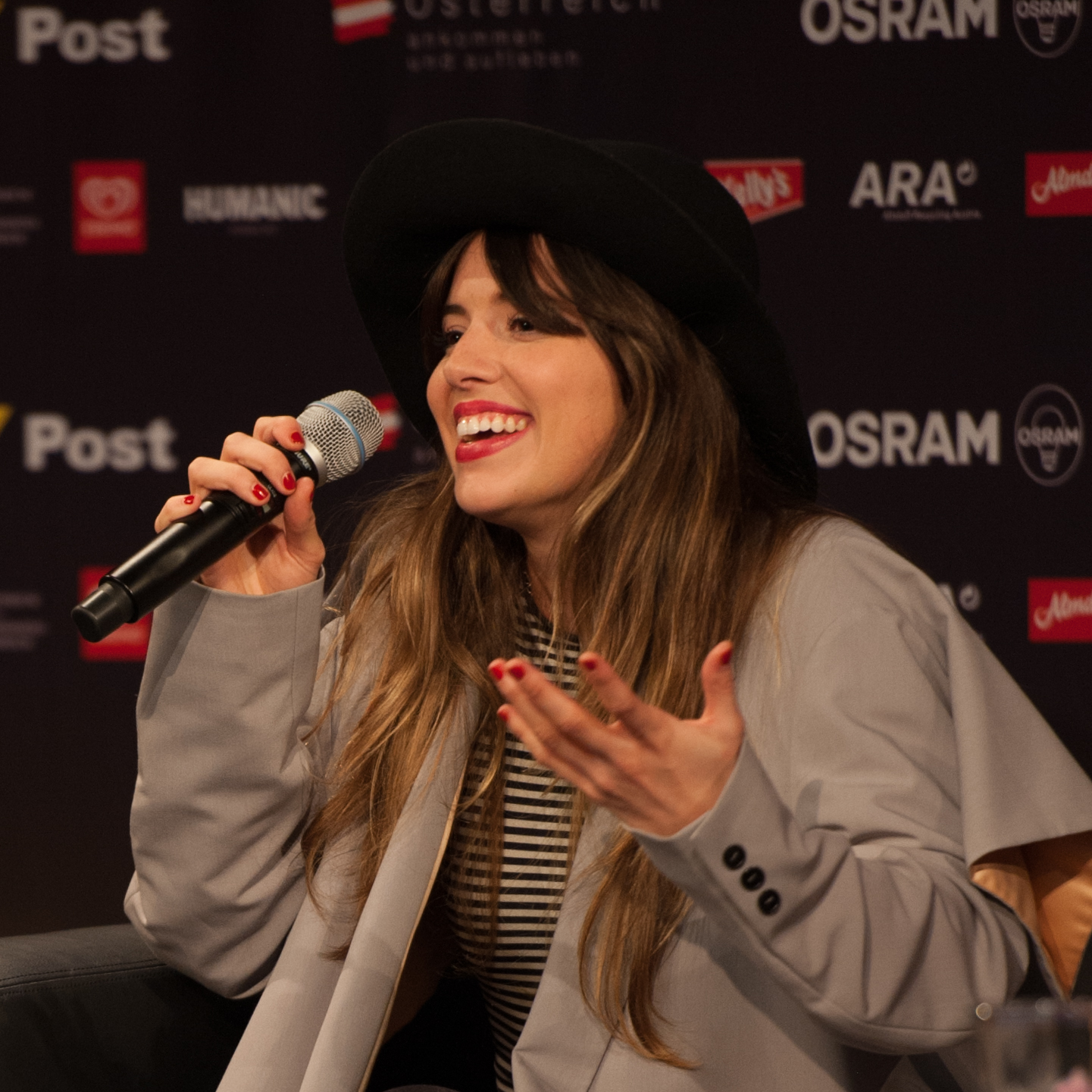
Leonor Andrade durante la conferenza stampa

### Performance
Leonor Andrade ha adottato un abito piuttosto simile a quello utilizzato al Festival ed è stata accompagnata sul palco da quattro coristi: Pedro Mimoso, Ricardo Quintas, Tânia Tavares e Carla Ribeiro, disposti su un'unica fila immobile in secondo piano alla destra della cantante. Lo schermo retrostante ha riprodotto le immagini di una grande città.
Le prove si sono tenute il 13 e il 16 maggio 2015.
Il Portogallo si è esibito 7º nella seconda semifinale, classificandosi 14º con 19 punti e non qualificandosi per la finale.

### Giuria e commentatori
La giuria portoghese per l'Eurovision Song Contest 2015 è stata composta da:
- Renato Júnior, produttore discografico, compositore e presidente di giuria;
- Adelaide Ferreira, cantautrice (rappresentante del Portogallo all'Eurovision 1985);
- Gonçalo Tavares, cantautore e musicista;
- Inês Santos, cantante e attrice (rappresentante del Portogallo all'Eurovision 1998 come parte degli Alma Lusa);
- Nuno Marques da Silva, paroliere.

L'intero evento è stato trasmesso su RTP1, RTP Internacional e RTP África, anche se la prima semifinale non è stata trasmessa dal vivo, con il commento di Hélder Reis e Ramon Galarza. La portavoce dei voti nella finale è stata Suzy (rappresentante del Portogallo all'Eurovision 2014).

### Voto

#### Punti assegnati al Portogallo
| Punteggio (19) | Punteggio (19)          | Punteggio (19) | Punteggio (19) | Punteggio (19)           |
| 12             | 10                      | 8              | 7              | 6                        |
| -------------- | ----------------------- | -------------- | -------------- | ------------------------ |
|                |                         |                |                | - Svizzera               |
| 5              | 4                       | 3              | 2              | 1                        |
|                | - Montenegro - Slovenia | - Azerbaigian  |                | - Germania - Regno Unito |

#### Punti assegnati dal Portogallo
| Punti | Paese           |
| ----- | --------------- |
| 12    | Svezia          |
| 10    | Israele         |
| 8     | Norvegia        |
| 7     | Lettonia        |
| 6     | Cipro           |
| 5     | Montenegro      |
| 4     | Slovenia        |
| 3     | Azerbaigian     |
| 2     | Polonia         |
| 1     | Repubblica Ceca |

| Punti | Paese    |
| ----- | -------- |
| 12    | Italia   |
| 10    | Russia   |
| 8     | Svezia   |
| 7     | Israele  |
| 6     | Norvegia |
| 5     | Belgio   |
| 4     | Romania  |
| 3     | Spagna   |
| 2     | Lettonia |
| 1     | Estonia  |